# Josef Heynert
Josef Heynert (* 24. Juli 1976 in Ost-Berlin) ist ein deutscher Schauspieler.

## Biographie
Der Schauspieler Josef Heynert wurde in Berlin-Friedrichshain geboren, wuchs in Blankenfelde (Land Brandenburg) auf und machte 1996 sein Abitur in Ludwigsfelde. Direkt im Anschluss begann er an der Hochschule für Musik & Theater Hamburg seine Ausbildung unter Dekan Pjotr Olev – bekannteste Dozentin während seiner Ausbildung dort war Jutta Hoffmann. Nach vier Jahren schloss er seine Ausbildung mit Diplom ab und wurde beim „Bundeswettbewerb deutschsprachiger Schauspielschulen“ – gemeinsam mit dem Ensemble – für die Inszenierung des Seán O’Casey-Stücks The shadow of a gunman mit dem ersten Preis ausgezeichnet.
Seitdem war der Schauspieler in zahlreichen Rollen im Fernsehen zu sehen und stand in mehreren Stücken im Hamburger Thalia-Theater auf der Bühne, u. a. in Howie the Rookie, einem minimalistischen Zwei-Personen-Stück von Mark O’Rowe. Außerdem drehte er mehrere Kinofilme, z. B. den preisgekrönten Erstlingsfilm von Benjamin Quabeck Nichts bereuen (mit Daniel Brühl, Jessica Schwarz) und die Comic-Verfilmung Die Bluthochzeit mit Armin Rohde und Uwe Ochsenknecht.
Des Weiteren ist er festes Mitglied in mehreren Serien/Reihen-Ensembles; seit 2004 bei Der Dicke/Die Kanzlei als Streifenpolizist Gerd Wohlers, seit 2009 beim Polizeiruf 110 in Rostock als KOK Volker Thiesler und seit 2017 bei Ella Schön als Jannis Zagorakis.

## Filmografie und Engagements (Auswahl)

### Kinofilme
- 2000: Die Einsamkeit der Krokodile
- 2001: Nichts bereuen
- 2002: Verschwende deine Jugend
- 2004: Kleinruppin forever
- 2005: Die Bluthochzeit
- 2007: Für den unbekannten Hund
- 2007: Pornorama
- 2007: Der blinde Fleck
- 2008: Herrengedeck (Kurzfilm)
- 2008: Die Klärung eines Sachverhalts (Kurzfilm)
- 2009: Distanz
- 2014: Toilet Stories
- 2014: Die Abschaffung
- 2015: Männertag

### Fernsehen
- 2002: Verdammt verliebt (Fernsehserie)
- 2002: Ich schenk dir einen Seitensprung
- 2003–2011: Großstadtrevier (Fernsehserie)
- 2003: Dann kamst du
- 2003: Ein krasser Deal
- 2005: Der Dicke (Fernsehserie, Folge Letzter Versuch)
- 2005: Das Leben der Philosophen
- 2005: 4 gegen Z
- 2006: Bloch: Die Wut
- seit 2006: Die Kanzlei als Polizist Wohlers
- 2007: Tatort: Roter Tod (Fernsehreihe)
- 2007: SOKO Leipzig (Fernsehserie)
- 2007: Monogamie für Anfänger
- 2007: Notruf Hafenkante (Fernsehserie, Folge Grauzonen)
- 2007: Küstenwache (Fernsehserie)
- 2007: Deadline (Fernsehserie)
- 2007: SOKO Wismar (Fernsehserie)
- 2008: post mortem (Fernsehserie)
- 2007: Tatort: Strahlende Zukunft
- 2008: Tatort: Brandmal
- 2008: SOKO Köln (Fernsehserie)
- 2008: Tatort: Salzleiche
- 2009: Der verlorene Sohn
- 2009: Alarm für Cobra 11 – Die Autobahnpolizei (Fernsehserie, Folge Das Komplott)
- 2009: Nachtschicht – Blutige Stadt (Fernsehreihe)
- 2009:  Kommissar Stolberg (Fernsehserie, Folge Die zweite Chance)
- 2010: Countdown – Die Jagd beginnt (Fernsehserie)
- 2010: Der letzte Bulle (Fernsehserie, Folge Das Runde muss ins Eckige)
- 2010: Polizeiruf 110: Einer von uns (Fernsehreihe)
- 2010: Die Pfefferkörner (Fernsehserie)
- 2009: Der gestiefelte Kater
- 2010: Die Auflehnung
- 2011: Polizeiruf 110: Feindbild
- 2011: Polizeiruf 110: …und raus bist du!
- 2012: Blonder als die Polizei erlaubt
- 2012: Tatort: Ihr Kinderlein kommet
- 2012: Polizeiruf 110: Stillschweigen
- 2013: Polizeiruf 110: Fischerkrieg
- 2013: Polizeiruf 110: Zwischen den Welten
- 2013: Ein starkes Team: Die Frau des Freundes
- 2014: Morden im Norden (Fernsehserie, Folge Fatale Begegnung)
- 2014: Der Tatortreiniger (Fernsehserie, Folge Der Putzer)
- 2014: Polizeiruf 110: Familiensache
- 2015: Polizeiruf 110: Sturm im Kopf
- 2015: Wilsberg: Russisches Roulette
- 2015: Spreewaldkrimi: Die Sturmnacht
- 2015: Herzensbrecher – Vater von vier Söhnen (Fernsehserie, Folge Entführt)
- 2015: Polizeiruf 110: Wendemanöver
- 2015: Heiraten ist nichts für Feiglinge
- 2016: Das Mädchen aus dem Totenmoor
- 2016: Polizeiruf 110: Im Schatten
- 2016: Heldt (Fernsehserie, Folge Nichts zu verzollen)
- 2017: Polizeiruf 110: Angst heiligt die Mittel
- 2017: Notruf Hafenkante (Fernsehserie, Folge Sprache der Stärke)
- 2017: Matula
- 2017: Polizeiruf 110: Einer für alle, alle für Rostock
- 2017: Blaumacher (Fernsehserie, 6 Folgen)
- 2017: Polizeiruf 110: In Flammen
- 2018–2022: Ella Schön (Fernsehreihe) → siehe Besetzung
- 2018: SOKO Hamburg (Fernsehserie, Folge Junggesellenabschied)
- 2018: Polizeiruf 110: Für Janina
- 2019: Polizeiruf 110: Kindeswohl
- 2019: Polizeiruf 110: Dunkler Zwilling
- 2020: Polizeiruf 110: Söhne Rostocks
- 2020: Polizeiruf 110: Der Tag wird kommen
- 2020: Katie Fforde – Ellas Geheimnis (Fernsehreihe)
- 2021: Polizeiruf 110: Sabine
- 2021: Tödliche Gier (Fernsehfilm)
- 2021: 50 Jahre Transitstrecke: Unsere Geschichte (Fernsehdoku)
- 2022: Polizeiruf 110: Keiner von uns
- 2022: Der Bergdoktor: Hochspannung
- 2022: Polizeiruf 110: Seine Familie kann man sich nicht aussuchen
- 2023: Polizeiruf 110: Daniel A.
- 2023: Der Kommissar und der See – Narrenfreiheit (Fernsehreihe)
- 2023: Polizeiruf 110: Nur Gespenster
- 2024: Bettys Diagnose (Fernsehserie, Folge Befreiungsschlag)
- 2025: SOKO Leipzig (Fernsehserie, Folge Plan C)
- 2025: Polizeiruf 110: Böse geboren
- 2025: Polizeiruf 110: Tu es!

### Theater
- 2000: Howie the Rookie, Thalia Theater Hamburg
- 2000: Schrei des Elefanten, Thalia Theater Hamburg
- 2001: Noch einmal für Jugoslawien (Die Fahrt im Einbaum), Thalia Theater Hamburg
- 2001: Nicht nichts, Deutsches Schauspielhaus Hamburg
- 2002: Magazin des Glücks V – Sanka, Thalia Theater Hamburg
- 2002: Hyperion, Musikakademie Rheinsberg
- 2003: Cyrano!, Thalia Theater Hamburg
- 2003: Helges Leben, Kampnagel Hamburg
- 2003: Dog Eat Dog, Thalia Theater Hamburg
- 2003: Klein Zaches, Thalia Theater Hamburg
- 2004: Monkey Show, Thalia Theater Hamburg
- 2012: Das erste Mal, Monsun-Theater Hamburg
- 2012: Match, Hamburger Kammerspiele
- 2014: Der talentierte Mr.Ripley, Altonaer Theater

## Auszeichnungen
- 2000: Ensemble-Hauptpreis beim Schauspielschultreffen deutschsprachiger Schauspielschulen, Potsdam
- 2012: Rolf-Mares-Preis in der Kategorie “Herausragender Darsteller” für Das erste Mal im Monsun-Theater in Hamburg